# Monclar (Gers)
Monclar (gaskognisch: Montclar d’Armanhac) ist eine französische Gemeinde mit 225 Einwohnern (Stand 1. Januar 2022) im Département Gers in der Region Okzitanien (bis 2015 Midi-Pyrénées); sie gehört zum Arrondissement Condom und zum Gemeindeverband Grand Armagnac. Die Bewohner nennen sich Monclarais/Monclaraises.
Monclar ist umgeben von den Nachbargemeinden Labastide-d’Armagnac (im Département Landes) im Nordwesten, Norden und Nordosten, Larée im Osten, Lias-d’Armagnac im Südosten, Estang im Südwesten und Westen sowie Mauléon-d’Armagnac im Nordwesten.

## Bevölkerungsentwicklung
| Jahr                       | 1793 | 1881 | 1911 | 1921 | 1962 | 1968 | 1975 | 1982 | 1990 | 1999 | 2006 | 2011 | 2017 |
| Einwohner                  | 260  | 369  | 270  | 207  | 219  | 162  | 147  | 144  | 153  | 129  | 172  | 203  | 192  |
| Quellen: Cassini und INSEE |      |      |      |      |      |      |      |      |      |      |      |      |      |